# ビルマ共産党
ビルマ共産党（ビルマきょうさんとう、英語: Communist Party of Burma、ビルマ語: ဗမာပြည်ကွန်မြူနစ်ပါတီ、簡体字: 缅甸共产党; 繁体字: 緬甸共產黨、略称: CPB, 緬共）は、ビルマ最古の政党。最盛期には兵力1万人を擁し、40年に亘ってビルマ政府と抗争したが、1989年に勢力下の少数民族の反乱によって指導部は放逐された。しかし、40年に亘って独立状態を保った統治機構は、そのまま少数民族武装勢力に引き継がれ、現在に至っている。
2021年に旧指導部による再結成宣言がなされた。

## ビルマへの共産主義思想の流入
イギリス植民地化のビルマでは、人頭税の導入、インド人の高利貸しへの反発、世界恐慌が遠因の米価の下落による農村の困窮などが原因で、イギリス植民地政府に対する不満が高まっていた。1930年には仏教王国の再興を目指すサヤー・サンの乱が起き、反乱は1年足らずで鎮圧され、サヤー・サンは処刑された。しかし、彼の軍隊には貧しい農民や若い僧侶が多数参加しており、それを見たビルマの若い民族主義者たちは、これまでの知識人層限定の反英植民地運動から脱却して、貧困層・農民を巻き込んだ革命の可能性を見出し、共産主義へ傾倒していった。
初めてビルマに共産主義思想を紹介したのは、エーヤワーディ地方域の都市・ヘンザダの大地主の息子だったウーチョー（Oo Kyaw）という人物だったと言われている。ビルマと同じくイギリスの植民地化にあったベンガルの革命家やインドの反帝国主義連盟から強く影響を受けていた彼は、1927年、ロンドン大学に留学して法律を学び、ヨーロッパを広く旅してさまざまな共産主義グループと接触した。そしてヤンゴンの選りすぐりの反体制学生運動家と文通を交わし、イギリスから彼らにマルクス主義の文献を送った。
一方、ビルマでは、サヤ一 ･サンの処刑寸前に彼が出版したビルマの伝統医学書の出版権を譲り受けた、新聞記者のウ一 ･ トゥンペイ(U Htwun Hpei)という人物が、その印税でジャワハルラール・ネルーの著作『ロシア革命の印象』の中で推薦されているレーニン著作集などのマルクス主義文献を揃えた図書館を開設したり、当時、イギリス植民地政府行政官で、のちにミャンマーの政治・経済・社会研究の第一人者となるJ・S・ファーニヴァルが設立したビルマ図書クラブからマルクス主義の文献が出版されたりしていた。1937年11月には、のちに独立後の初代首相となるウー・ヌが中心となって、ヤンゴンにナガニ（赤い龍）図書クラブを設立。当クラブの目的は、文学、歴史、経済、政治、科学の分野における当時最新の国際思想に触れられる書籍をビルマ語で低コストで出版することにあり、それには当然マルクス主義文献も含まれていた。ちなみにナガニ図書クラブの執行役員7人のうち4人が「われらビルマ人連盟（タキン党）」のメンバーだった。これらの存在により、大学生などビルマの知識人の間にマルクス・共産主義主義思想が急速に広まっていった。その背景には、植民地支配者のイデオロギーである自由主義以外のイデオロギーに対する探求心があった。
他方、当時のビルマには、ビルマの民族主義者の流れとは別に、中国人コミュニティに小規模ながら浸透していた共産主義思想があった。1929年5月、ウーウェイサイ（Wu Wei Sai）という人物とその妻が、上海からヤンゴンにやってきて、ウーウェイサイは『ビルマ・ニュース』という中国語の日刊新聞の編集長となり、妻は中国語学校の教師となって、2人でヤンゴンのチャイナタウンで共産主義のビラを配り始めた。結局、2人は早くもその年の12月にイギリス当局に摘発され、翌1930年にはビルマを後にしたが、当時ヤンゴンにいる中国人はビジネスマンばかりで労働者はおらず、苦力、港湾労働者、その他肉体労働者はほとんどインド人ばかりだったので、中国人コミュニティに共産主義思想が芽生える土壌はなかった。2人が去った時、彼らが結成した「南洋共産党ビルマ支部特別部臨時委員会」という組織には、わずか6人のメンバーがいるだけだった。なお当時、ウーウェイサイ夫妻とビルマの民族主義者シンパとの間には、なんの接触もなかったと考えられている。

## 結成

党旗（1939年～1946年）

1938年、ビルマ中部のチャウとイェーナンジャウンの油田で、労働者たちによるストライキが勃発し、全国に波及。てヤンゴンでは学生たちが抗議運動を起こし、植民地政府が設置されていたビルマ政庁を封鎖した。これに対してイギリス騎馬警察を出動させ、アウンチョー（Aung Kyaw）というヤンゴン大学の学生を棍棒で殴り倒し殺害した。マンダレーでは1939年2月15日、警察がデモ隊に発砲して、僧侶7人を含む17人が死亡した。この運動は、「Htaung thoun ya byei ayeidawbon（ビルマ暦に由来する「1300年革命」の意）」として知られるようになり、最初の犠牲者であるアウンチョーが亡くなった12月20日は、ボー・アウン・チョウの日という追悼記念日になった。ビルマ共産党（CPB）は、ずっと後になり、公式の党史の中で、この運動を「ビルマ国民と労働者階級によるこの民族的・階級的闘争からCPBが誕生した」と位置づけている。
1938年、コルカタ大学に留学していた、のちにテインペーミンの名前で高名な作家となるタキン・テインペーと、のちにボー・レッヤとして知られるタキン・フラペーの2人が、ベンガルの共産党議長にCPB創設に協力要請をした。これを受けて、翌1939年、インド共産党のブルナンド・ダス・グプタという人物がヤンゴンに派遣されてきて、2つの共産主義学習グループ、すなわちタキン・アウンサン、タキン・バーヘイン、タキン・ソー（のちに赤旗共産党を結成）、タキン・フラペー、タキン・ボーのタキン党のメンバー5人と、ドクター・ナーグ（別名トゥンマウン）、ハメンドラナス・ゴシャル（別名イェボー・バーティン）のインド人労働運動の指導者2人を引き合わせ、1939年8月15日、ヤンゴンのサンチャウン郡区のミャイヌー通りにあったタキン・バーヘインの自宅で、CPBが正式に結成され、アウンサンが書記長に選出された。公式の党史では、ヤンゴンでのこの会議が第1回党大会とされている。
ただ当時の活動家は複数の組織を掛け持ちしており、その組織の活動も政策も重複していることが多かった。当時CPBは非合法だったので、メンバーはこっそり集まらなければならず、集まっても討論するだけ、しかも書記長のアウンサンがタキン党の仕事に手を取られていたため、結局、この時のCPBは翌1940年には自然消滅した。

## 党再興と抗日運動
1940年8月8日、英植民地政府から逮捕状が出ていることを知ったアウンサンは国外脱出を決意し、もう1人の仲間とともに中国船に密航した。以前から、アウンサンはビルマの独立に協力してもらうために、上海に行って毛沢東の中国共産党と接触するようタキン党の仲間から指示されていたが、この時乗った船は厦門（アモイ）行きだった。しかしアウンサンはそこで日本海軍特務機関・南機関の諜報員に発見され、東京に連行された。アウンサンの身柄を確保した日本軍は、ヤンゴンから昆明に至る援蒋ルート切断のためにビルマ独立運動の利用価値を検討し、アウンサンの希望していた軍事的支援を与える事を見返りに、日本軍のビルマ侵攻への協力を取り付けた。1941年2月、アウンサンはビルマへ戻って同志を募り日本へ密航させ、海南島の海軍特務機関施設での軍事訓練に参加させた。やがてその数は30人となり、のちに彼らは伝説の「30人の同志」と呼ばれるようになる。1941年12月、30人のうち28人がタイのバンコクに移動し、その地で亡命ビルマ人加え、12月16日、ビルマ独立義勇軍(BIA)が正式に発足した。そして1942年1月、BIAは日本軍とともにビルマ本土への侵攻を開始し、1942年3月7日、ヤンゴンを占領、イギリス軍は国境を越えてインドへ退却した。結成当初140人だったBIAは、ヤンゴン占領時2万3千人に膨れ上がっていた。1943年8月にビルマはバー・モウを首班として独立し、アウンサンは国防大臣に就任した。
かねてよりタキン党のメンバーの間には、ビルマ独立のために連合軍側に付くか、日本側に付くかに関して対立があった。バー・モウ政府・BIAあらためビルマ国民軍（BNA）に参加したアウンサン、ネ・ウィンたちは当然後者だったが、前者に属していたタキン・ソーなどは徹底的な抗日運動を訴えて地下に潜って、エーヤワディー・デルタ地帯とラカインを行き来しながら抵抗運動を組織し、幹部に軍事訓練を施した。そして有名無実化していたCPBの再建を図り、1944年1月、ピャーポン郡区のニャウンジャウン村で党の会合が開かれ、タキン・ソーとタキン・ティンミャを含む7人が出席し、タキン・ソーが書記長に選出された。タキン・ソーは、バーモウの貧民党やBNAの前身・BDAに採用されなかった何千人もの元BIAの若者たちからなる東亜青年同盟のネットワークを利用して、彼らに政治教育を施し、支持者を増やしていった。 
|           | 地域                                         | 軍司令官                       | 政治顧問                        |
| --------- | -------------------------------------------- | ------------------------------ | ------------------------------- |
| 第1軍管区 | ピイ、ヘンザダ、インセイン、ターヤーワディー | アウンサン                     | タキン・バーヘイン（CPB）       |
| 第2軍管区 | ピャーポン、エーヤワディー・デルタ東部       | ネ・ウィン                     | タキン・ソー（CPB）             |
| 第3軍管区 | エーヤワディー・デルタ西部                   | ソー・チャドー（カレン族）     |                                 |
| 第4軍管区 | タウングー南部、ハンタワディ                 | チョーゾー（30人の同志）       | タキン・チッ（CPB）             |
| 第5軍管区 | ダウェイ‐ミェイク                            | ティントゥン                   | タキン・バーテインティン（CPB） |
| 第6軍管区 | ピンマナ‐メイッティーラ                      | ボー・イェトゥッ（30人の同志） | タキン・チョーニェイン（PRP）   |
| 第7軍管区 | タイェ- ミンブー                             | ボーム・アウン（30人の同志）   | タキン・ティンミャ（CPB）       |
| 第8軍管区 | 上ビルマ                                     | ボー・バトゥー                 |                                 |

また1942年6月、CPB党員であるタキン・テインペー、ティンシュウエィの2人は、インドのコルカタに脱出してイギリス側と接触して協力を取りつけ、テインペーは『ビルマで何が起きたか』という英文パンフレットを発行、1943年1月に2人で重慶を訪問した際には、密かに周恩来ら中国共産党関係者と接触し、その経験を元に今度は『抗日ゲリラ闘争の一般的諸問題』という英文パンフレットを著し、後者は密かにミャンマーに持ち込まれ、BNAの教科書として使用された。また1944年10月～12月、2人を頼って40人以上の若者がインドへ脱出し、コルカタ近郊で軍事訓練を受けてパラシュート部隊に編成され、準備段階および抗日蜂起後、ミャンマー国内の抗日拠点にメッセージを携えて送りこまれたり、空中から兵器を投下したりした。このように抗日蜂起前にもっとも活躍したのは、イギリスとの連絡を独占していたCPBだった。
そして1944年8月、BNA、人民革命党（PRP、のちのビルマ社会党）とともに反ファシスト人民自由連合（AFPFL：通称パサパラ）に参加した。1945年3月27日、BNAは、イギリス軍の支援を受けて対日蜂起を敢行。当時の兵力は約11,480 人で、戦略目的のため国土を8つの軍管区に分割したが、それは軍司令官をBNAのメンバーが担当し、政治顧問をCPB、PRPのメンバーが担当するものであった。そして1945年5月1日、ヤンゴンは解放され、数か月後、日本軍はビルマから最後の撤退を果たした。反日闘争で果たした決定的な役割のおかげで、CPBの国民的人気は最高潮に達し、入党希望者が殺到した。当時、CPBは3万人の兵力を誇り、日本軍に全死傷者の約60％が彼らによるものだったと推定されている。

## 党分裂、そして武装闘争へ

### 白旗共産党と赤旗共産党への分裂
1945年7月20日と21日、ヤンゴンで第2回党大会が開催され、全国から120人以上の代表が出席し、21人の中央委員会が選出され、タキン・タントゥンが議長に、テインペーが新書記長に任命された。前書記長のタキン・ソーは欠席し、重婚を理由に2年間の党員資格停止という処分を下された。この党大会でCPBは、当時アメリカ共産党議長アール・ブラウダーが主張していた、社会主義への平和的移行を目指す「ブラウダーイズム」を党の基本方針として採用した。
しかしタキン・ソーはこのブラウダーイズムに強く反発して、中央委員会の開催を要求。要求どおり1946年2月22日から3月6日までヤンゴンで開かれた中央委員会の席上で、タキン・ソーはブラウダーイズムを信奉するタキン・テインペー以下党執行部を「日和見主義」と強く批判して、タキン・タントゥンとタキン・テインペーに辞任を迫った。そしてこれが拒否されると、中央委員7人を引き連れて脱党して赤旗共産党を結成し、AFPFLから除名された。その後、赤旗共産党は小作料の不払い、負債の帳消し、空き地への住宅建設、病人への無料診療、米騒動など過激な反政府キャンペーンを行ったので、1946年7月10日に非合法化され、同年10月31日、タキン・ソーは逮捕された。

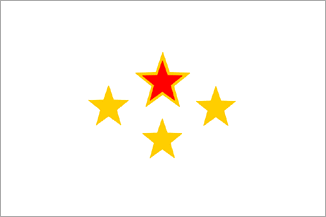
党旗（1946年～1969年）

一方、残ったCPBとAFPFLとの仲も険悪になっていった。1946年9月、公務員の給与問題をきっかけに、警察官、鉄道員、郵便局員などを巻き込んだ大規模なゼネストが発生した。イギリス当局はこれを収束させるべくAFPFLのメンバーを行政参事会に加えることにし、CPBからもテインペーが農林水産大臣に就任した。しかしタキン・ソーやインド共産党は、この措置をまたしても「日和見主義」と批判。この批判を受け入れたCPBは、前言を翻して、件の行政参事会をストの精神を踏みにじり、権力闘争をと途中放棄して帝国主義者の分け前に預かるものだと批判し、さらにアウンサンの個人攻撃まで始めた。業を煮やしたAFPFLは、1946年10月10日、CPBをAFPFLから除名し、タキン・テインペーも10月22日閣僚を辞任した。

### 武装闘争へ
AFPFLからは除名されたが、CPBは、1947年4月9日に実施された制憲議会総選挙には参加した。しかし182ある一般選挙区に22人の候補者を出したものの、わずか6人しか当選できなかった（他は全部AFPFL）。CPBは全ビルマ労働組合会議 (ABTUC)と全ビルマ農民連合 (ABPU) という大規模な労働組合に深く浸透し、労働者や農民からの支持は厚かったが、それ以外の支持には乏しかった。
1947年7月19日、独立の約半年前、アウンサンが他の閣僚とともに暗殺された。アウンサンとタキン・タントゥンは義理の兄弟関係で、これがAFPFLとCPBとの関係に一定の安定を与えていたが、それが消滅してしまった。
1948年2月、タキン・タントゥ、タキン・バーテインティンなど6人からなるCPBの代表団が、インド共産党（CPI）の第2回党大会に出席したが、この大会では穏健派の前任者が解任され、より好戦的な人物が書記長に就任した。そして演説にたったタキン・タントゥンは、「同志諸君！1948年は東南アジアの解放運動の運命を決定するだろう」と力説し、ウー・ヌ政権を「帝国主義の手先」と非難し、「（何千人もの共産主義ゲリラが）必要なときにいつでも行動を起こす用意がある…われわれは内戦を防ぐために全力を尽くしている。しかし、アングロ・アメリカンに支援された国民ブルジョアジーが内戦を主張するなら、彼らはそうするだろう」と述べた。またこの党大会と同時期にコルカタでは、世界民主青年連盟と国際学生連合という国際的な共産主義者の青年組織が共同主催した東南アジア青年会議が開催され、CPBの若い党員4人の他、マラヤ、ベトナム、インドネシア、セイロン（スリランカ）、インド、パキスタン、ネパール、フィリピンなどの若者が参加し、さらにAFPFLとインド国民会議の代表も出席していた。しかしこの会議の場で、若い共産主義者たちが、それぞれの国の指導者が「帝国主義者」と協力することで「見せかけの独立」を達成したと主張し、AFPFLとインド国民会議の代表は抗議のため退席するという一幕があった。大会最終日は、コルカタの中心にあるマイダン公園で集会が開かれ、1万5000人以上の聴衆が集まり、「東南アジアの民衆」の最終的な勝利への信念を表明して終わった。この2つの事象はアジアの若い共産主義者たちがより好戦的になっていることを示すものだった。
3月中旬、CPB代表団が帰国した直後、ピンマナで7万人規模の農民集会が開催され、タキン・タントゥンの演説を行い、ゴシャルが農民に土地の無償提供と無税を約束すると、万雷の拍手が沸き起こった。ピンマナは1940年代からCPB党員が土地を持たない農民たちと一緒に、所有権のない畑を耕して苗を植え、既成事実を作ることによって事実上土地を地主から没収する「耕作闘争」が行われ、特にCPBの支持が厚いところだった。また1947年3月にCPBが煽動した農民反乱をネ・ウィン率いる第4ビルマ・ライフル部隊が鎮圧した際、彼らが強盗を働き住民の深い怨みを買ったこと、同地の有力な党幹部2人が地元の大地主の息子たちだったことも、CPBの支持が厚い理由だった。
3月12日、今度は逆に、CPBに批判的な社会主義者たちが、ヤンゴンのバンドゥーラ公園で集会を開き、共産主義シンパの新聞社を襲撃することを決議。短剣、棍棒、斧で武装して、複数の新聞社を襲撃した。
このような混乱状態の中、ウー・ヌ首相はついに3月25日、タキン・タントゥンの逮捕状を請求し、3月27日、CPBに対して最後通牒を突きつけた。
CPBから返答がなかったので、3月28日、ウー・ヌはCPB幹部の一斉検挙に踏み切った。しかし事前に情報が漏れ、警察官がCPB本部に駆けつけた時は、既にもぬけの殻だった。CPB幹部たちは4月末までに全員ヤンゴンを脱出し、5月にタウングー近郊の小さな村に集まり、「農村から都市を包囲する」武装闘争路線の方針が採択され、軍事部門のビルマ人民解放軍（People's Liberation Army of Burma）の結成が決定された。これ以降、CPBは都市部での闘争を放棄したので、かつて広範に享受していた鉄道労働者、港湾労働者、鉱山労働者、油田労働者、事務職員の間で支持を完全に失った。

## ペグー・ヨマ

### ペグー・ヨマ

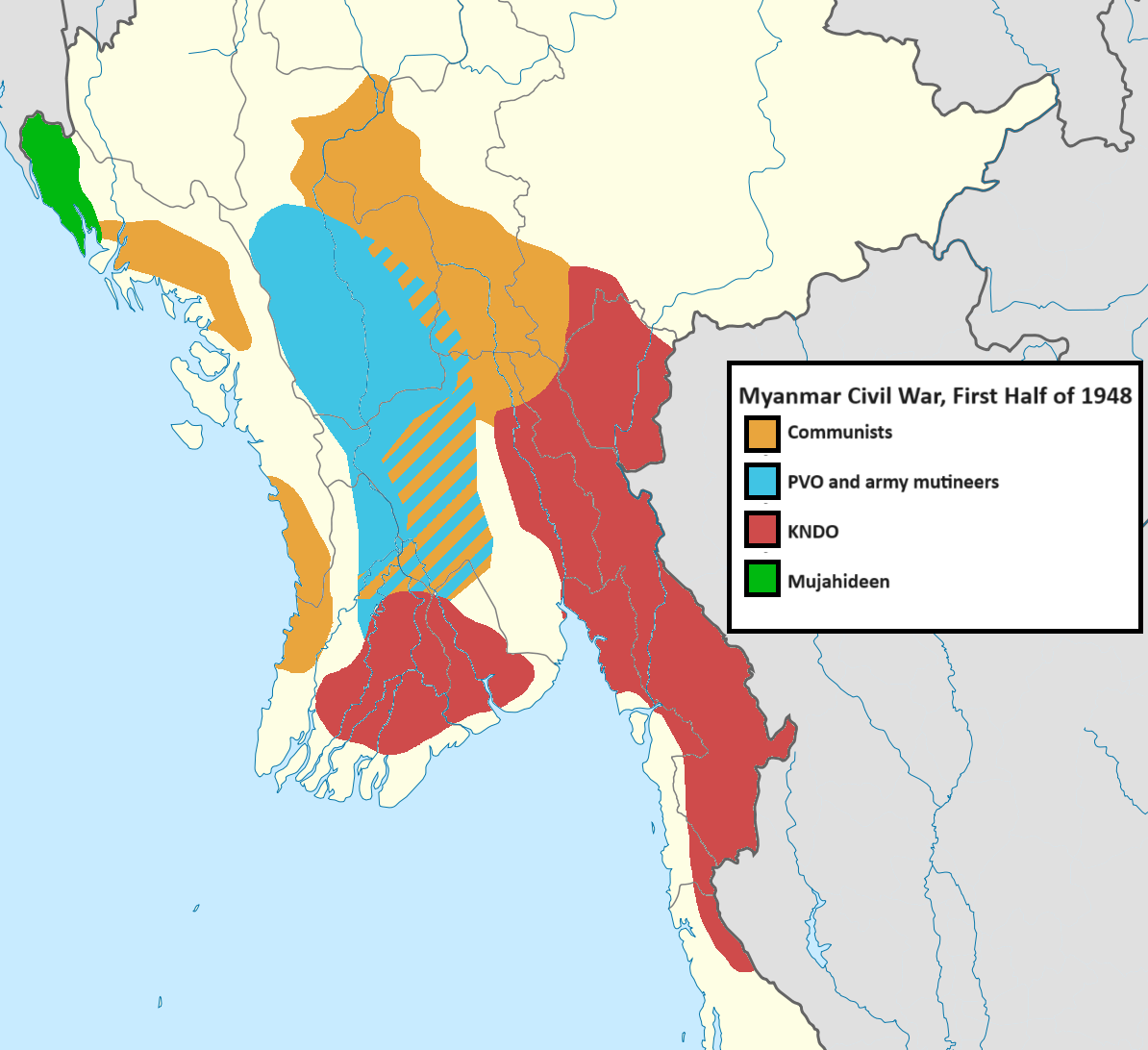
戦局図（1948年）。この図からわかるとおり、独立直後の反乱の主要アクターは、CPB、PVO、カレン族だった。

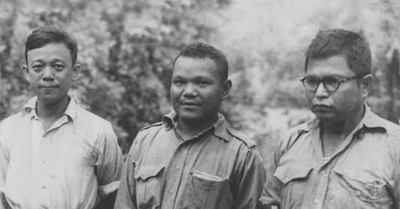
左からボー・トゥンルイン（人民同志党）、タキン・タントゥン、 タキン・ソー

党幹部が武装闘争の方針を採択する約1ヶ月前の1948年4月2日、ペグー（現在のバゴー）近くの小さな村・パウコンジー（Paukkongyi）で、国軍のパトロール隊が、CPBグループの隠れ家を発見。双方で約1時間の撃ち合いとなり、結局、CPBグループは村の南西部にある森林に覆われた丘陵地帯に撤退した。これがCPBの反乱の狼煙であり、2024年現在で「世界最長の内戦」とも呼ばれるミャンマー内戦の始まりだった。
CPBの最初の反乱の主な舞台になったのは、ヤンゴンの北にある現在のバゴー地方域で、その軍事部門のビルマ人民解放軍（PLAB）は、日本軍と戦った元BNAの兵士と地元の強盗団から成り立っていた。
CPBが反乱を起こしてまもなく、6月にはバゴー地方域の第1ビルマ・ライフル部隊と第6ビルマ・ライフル部隊がCPBに寝返り、7月にはアウンサンの私兵組織だった人民義勇軍（PVO）のCPBシンパ・白色PVOが主力部隊の60％に当たる約4,000人の兵士を率いて武装蜂起した。1949年2月15日には、CPB部隊と激しく戦い、「ピンマナ共産主義者の恐怖」と恐れられていた、第二次世界大戦の英雄・ノーセン（Naw Seng）率いる第1カチン・ライフル部隊が、同じキリスト教徒のカレン族の反乱軍と戦うことを良しとせず、反乱軍に加わり、既に反乱を起こしていた第1カレン・ライフル部隊と合流して「上ビルマ作戦」を発動、北上して次々と町を占領していった。そしてこれを奇貨としたCPB部隊は、ピンマナ、ヤメテイン、ミンジャンを次々と占領し、3月にはマンダレーとパコックも占領した。8月25日、CPBは「解放された地域は7万1千平方マイル（183,89平方キロメートル）に及び、人口は600万人を超える」と発表。当時のCPBの兵力は約1万5,000人で、国軍と連邦憲兵隊から脱走兵がかなり加わっていた。
12月、ウー・ヌ首相はCPB内の古い同志をヤンゴンに招いて和平を訴えたが、彼らの回答は、CPB、赤旗共産党、人民同志党（PCP）、革命ビルマ軍（RBA）、アラカン人民解放党（APLP）と人民民主戦線（People’s Democratic Front：PDF）という同盟を結成して、「ウー・ヌを逮捕して人民裁判にかける」という声明を発表することだった。ただこのPDFはRBAのCPBへの合流以外になんら成果を上げることができなかった。CPBはあまりにもプライドが高く、頑固で、協調性に欠けていた。タキン・テインペーが次のように語っている。

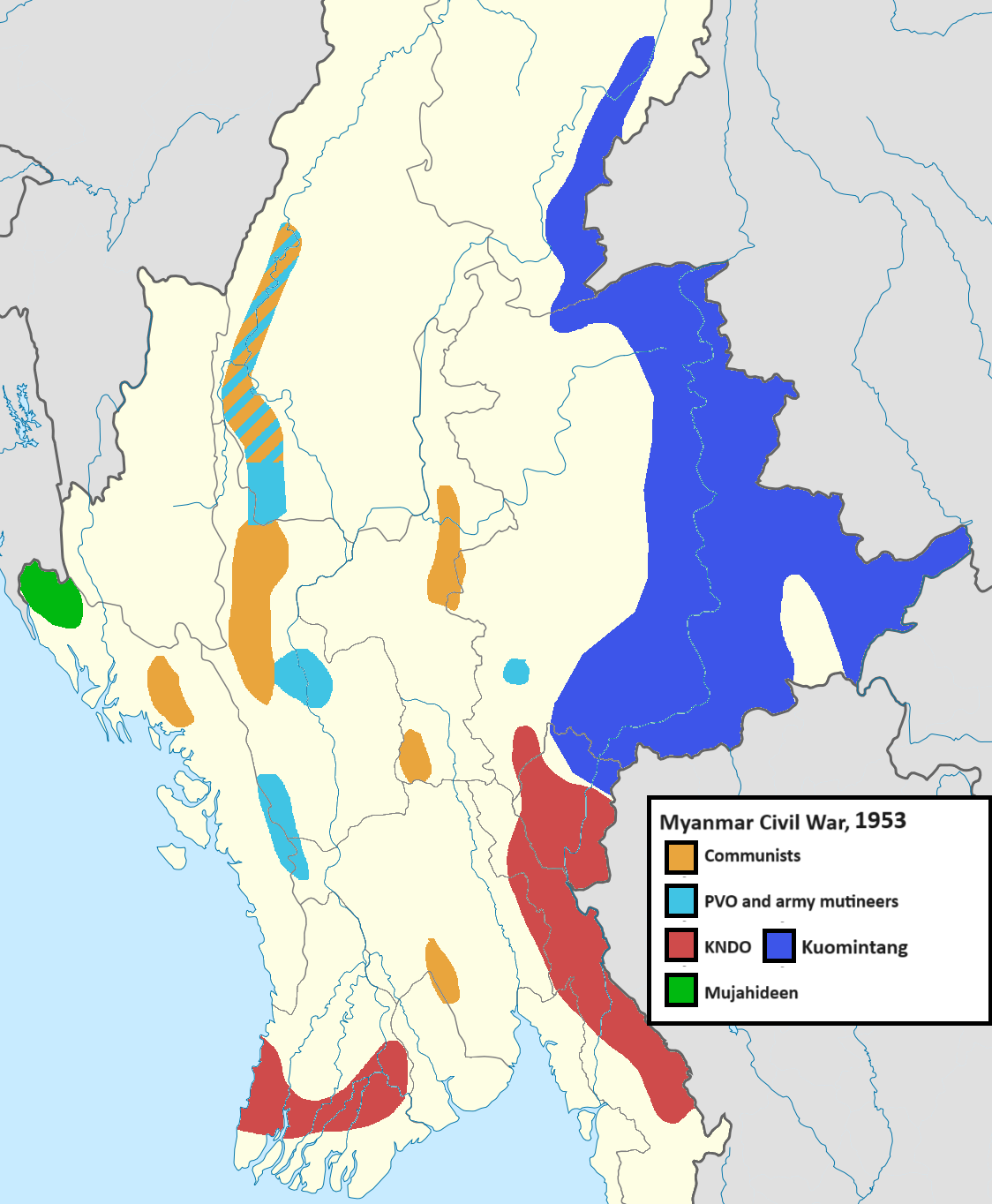
戦局図（1953年）1948年に比べてCPBの領土がかなり減っている。

やがて国軍がインドとイギリスから軍事援助を受けたことにより、戦況も一変した。快進撃を続けていたノーセン率いるカチン・カレン連合軍は、1949年の8月末から国軍の反撃に遭って劣勢を強いられ、中緬国境の町・モンコーにまで追いつめられ、1950年5月5日、ノーセンは主力部隊400人が国境を越えて雲南省に入った。「上ビルマ作戦」は失敗に終わり、この事実はCPBの士気低下を招いた。人民統一戦線を結成したものの、国軍の反撃に遭って次々と占領した町を奪還され、早くも同盟は崩壊した。9月1日、CPBと革命ビルマ軍は正式に合併して「人民軍」となり態勢の立て直しを図ったが、1950年後半、ピンマナ近くのレーウェー攻略作戦に失敗した後は、都市部への攻撃を断念し、「農村から都市を包囲する」を実践すべくペグー・ヨマ農村部に根拠地を築くことに専念するようになった。

### 平和連合政府構想と中国亡命組
1950年1月、国共内戦に敗れた中国国民党軍がシャン州に雪崩込んできて、台湾、タイ、CIAの軍事支援を得て彼の地に軍事拠点を築き上げた（泰緬孤軍）。当時、朝鮮戦争の真っ最中であり、アメリカには、北朝鮮側に参戦していた中国人民解放軍の中朝国境への集中を防ぎたい意図があった。
この事態に対処すべく、1951年後半、CPB幹部はピンマナ近くの小さな村で会合を開き、国共合作を真似てウー・ヌ政府と同盟を結び、中国国民党を攻略しようという方針が決定された。この作戦が成功すれば、CPBは政治的優位に立てると考えたのだが、この構想は「平和連合政府」(Peace and Coalition Government：PCG) と呼ばれた。そして和解の印にCPBは、農民に分配していた土地を地主に返還し始めた。CPBの兵士には農民出身者が多く、必然的な結果として、彼らは党に幻滅して人民軍を離れ、故郷に戻ってしまった。さらにウー・ヌは、CPBと組むことで、ビルマの共産化を恐れるアメリカが中国国民党軍を本格的に支援することを恐れ、この平和連合政府の提案を拒否した。結局、件の構想はCPBの兵力の半減を招いただけで失敗に終わった。
一方、「平和連合政府」構想に反対する党強硬派は、中国に軍事支援を求める道に活路を見出した。件の会議の直後、イェーボー・アウンジーが党幹部約30人を引き連れて雲南省に向かい、翌年、当時党副議長だったタキン・バーテインティンは、象に乗って徒歩で雲南省に向かい、1年後に到着。さらにもう1つのグループが続き、中国在住のCPB幹部は計143人となった。中国政府は彼らを歓迎して四川省に留まることを許可したが、ウー・ヌ政府との友好関係を維持するために政治訓練は施したものの、軍事支援は行わなかった。党幹部のほとんどは独身男性だったので、現地の女性と結婚して家庭を持った人も多かった。成都の「家族キャンプ」には子供たちのための幼稚園と学校、そして両親のための思想教育施設ができ、そこで彼らはマルクス・レーニン主義を学習した。成績優秀者は北京に派遣されてさらに高度な教育を受け、優秀な若手幹部5人がモスクワに留学した。

### 武装闘争路線の蜂起
1955年4月、アラカン・ヨマの近く、マグウェ地方域のシッドゥタヤー近郊の「竹林キャンプ」という場所で、タキン・タントゥン、ゴシャルな党幹部が集まって7年間の武装闘争を振り返る会議が開かれ、以下のような総括がなされた。
1. CPBは国民から切り離された。
2. したがって、武装闘争路線は放棄されるべきであり、CPBは隣国インドのインド共産党ような合法的な野党になるべきである。
3. 人民を動員し組織化し、以前の力を取り戻した後、CPBは後の段階で武装闘争の可能性を再検討する[44]。

この方針はウー・ヌ政府に書簡で届けられ、政府は国営ラジオ放送を通じて、受け入れる用意がある旨のメッセージを伝えたが、結局、正式に合意を結ぶことはなかった。他に数々の和平の試みはあったが、すべて失敗した。この頃には、CPB支配下の町は１つもなく、抵抗は散発的で成果に乏しく、党幹部は全員ペグー・ヨマのジャングルの中に撤退し、党幹部の政府への投降も相次いでいた。他にはエーヤワディー・デルタ地帯の辺境、西部のアラカン・ヨマ、ミンブーとパコックの間のポカウン（Pakaung）山脈、南東部のタニンダーリ地方域の泰緬国境沿いの奥地のジャングル、マンダレー北の丘陵、シャン州西部のチャウク、ナウンロン、ナウンウー周辺でほそぼそと抵抗を続けているだけだった。。

## 軍事独裁政権下での党再興
1962年3月2日、ネ・ウィンはクーデターを決行し、ビルマ社会主義計画党 (BSPP)による一党独裁と、同党が掲げたビルマ式社会主義にもとづく国有化を手段とする統制経済を特徴とした軍事独裁政権を樹立した（1962年ビルマクーデター）。CPBはこのネ・ウィン軍事政権に対して「資本家階層を代表する軍事政権であり、武力で打倒しなければならない」という見解を示した。
このクーデターは予想外にCPBに良い影響をもたらした。まずクーデター直後のヤンゴン大学で行われた学生デモの弾圧から逃れ、憤慨した多くの学生が、ペグー・ヨマのCPBに合流した。また中国政府はウー・ヌ政府とは友好関係を築いていたものの、ネ・ウィンには懐疑的で、それは1967年にネ・ウィンがヤンゴンで反中暴動を煽動した疑いが生じたことにより、決定的となった。中国は、クーデター直後から四川省のCPB亡命者たちに、初めてCPBの宣伝ビラや資料を印刷することを許可した。彼らは『ネ・ウィンの軍政に関するいくつかの事実（Some Facts about Ne Win's Military Government）』と題する論稿を発表し、新政権を批判し、ヤンゴン大学の学生デモ弾圧を激しく非難した。

### 1963年の和平交渉

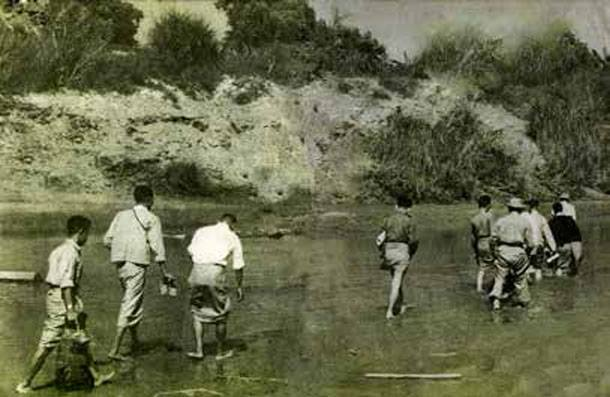
和平交渉が終わってペグー・ヨマに向かうビルマCPB幹部たち

新たに成立した軍事政権にとっても、各武装勢力との和平は喫緊の課題だった。まず1963年4月3日に一般恩赦を宣言、カレン族やカチン族のの幹部を含む4345人もの政治犯を釈放し、これに呼応してCPB、赤旗共産党の幹部も多数投降した。
またネ・ウィンは、6月11日にすべての武装勢力に対して和平交渉を呼びかけ、CPB、赤旗共産党、カレン民族同盟（KNU）、新モン州党（NMSP）、カレンニー民族進歩党（KNPP）、チン議長評議会（CPC）、カチン独立機構（KIO）、シャン州独立軍（SSIA）、シャン民族統一戦線（SNU）が、ヤンゴンで開かれた和平会議に参加した。当時、CPBは、KNU、NMSP、KNPP、CPCと民族民主統一戦線（NDUF）という同盟を組んでいたので、その一員として参加した。なお各武装勢力はヤンゴンまでの往復の安全を保証され、たとえ交渉が決裂した場合でも、 責任をもって送り返され、3日間は戦闘を再開しないことも保証されていた。赤旗共産党のタキン・ソーは、愛人や娘を含むカーキ色の軍服を着た魅力的な若い女性の一団と一緒に現れ、7月14日に会談が始まると、交渉のテーブルにスターリンの肖像画を置き、フルシチョフの修正主義と毛沢東の日和見主義を攻撃し始め、すぐに会談から排除された。CPB代表団の団長はペグー・ヨマから来たイェーボー・テイだったが、四川省の中国亡命組からもタキン・バーテインティンら29人が会議に参加した。しかし政府がCPBに要求した和平の条件は、（１）CPBは政府が指定した地域に全軍・全党員を集結させること（２）他の場所にゲリラや党員が残っている場合は政府に報告すること（３）党の組織活動をすべて停止すること（４）資金調達を停止するという無理難題であり、交渉は11月14日に決裂した。ただこの和平交渉の途中、タキン・バーテインティンらはヤンゴンを抜け出してペグー・ヨマの党本部に赴き、無線送信機やその他の援助物資を持ち込んだ。これで1950年初頭から途切れていた四川省の亡命組とペグー・ヨマとの間の連絡手段が整った。また会議終了後、タキン・バーテインティンともう1人の幹部は四川省に戻ったが、その他27人はペグー・ヨマに赴き、「中国帰還組」として国内の事実上の党指導者層となった。

### 指導者5人組
一方、タキン・バーテインティンは、和平交渉から戻った直後、「指導者5人組」を結成して自らそのリーダーとなり、CPBの新指導部を発足させた。そして中緬国境沿いのビルマ北東部に「解放区」を設置し、中国の支援を得てビルマ中央部に進攻し、ペグー・ヨマの北京帰還組と合流するという計画を立てた。発案者は中国共産党情報機関の責任者・康生である。康生はビルマをマレー半島、シンガポール、インドネシアひいてはオーストラリアにまで共産主義を拡大する拠点にしようと考えていた。モスクワ留学から帰国した若手党員に雲南省からビルマ北東部への潜入ルートを調査させ、中国が支援して雲南省の昆明からラオス・ビルマ国境沿いのさまざまな地点までアスファルトの道路を敷いた。四川省のCPB党員のほとんどは軍事経験がなかったが、1950年に中国に逃れてきて、貴州省で一般市民として暮らしていたノー・センらカチン族の元反乱軍兵士たちは、貴州省の人民公社から離れることを熱望しており、喜んで雲南省のキャンプで軍事訓練と政治教育を受けた。またヤンゴンの中国大使館の康生のエージェントを通じて、ヤンゴンやエーヤワディー・デルタ地帯の小さな町に住んでいた共産主義者の中国人の小グループを中緬国境を形成するシュウェリ川沿いにあったCPBの拠点に集結させた。

### ペグー・ヨマの粛清劇
和平交渉が決裂した後ぐらいから、党の基本綱領、闘争方針、組織活動のみならず、中ソ論争、ネ・ウィン軍事政権の評価、1963年の和平交渉の総括などをめぐって、ペグー・ヨマのCPB党員の間では派閥抗争、思想対立が激しくなっていた。1964年、CPBは、あらためてネ・ウィン軍事政権を資本家階層を代表する軍事政権と規定して、これを武装闘争により打倒する方針を強化しており、これに反対する者は修正主義者、日和見主義者の汚名を着せられ、激しい批判に晒された。そして1966年に中国で文化大革命が起こるに及び、それは決定的となった。
最初に犠牲になったのは1963年の和平交渉の代表団の団長だったイェーボー・テイと党内随一の理論派で、党創設メンバーでもあったハメンドラナス・ゴシャルだった。1967年4月27日、2人は役職を解かれて逮捕され、人民裁判の結果、（１）1964年路線に反し、（２）1955年路線（武装闘争放棄）を維持し、（３）中国の文化大革命を支持する党決定に反した反党、反革命の修正主義者であり、テイは「ビルマの鄧小平」、ゴシャルは「ビルマの劉少奇」と非難され、議長のタキン・タントゥンから死刑判決を言い渡された。
死刑を執行したのは若い男女からなるビルマ版紅衛兵だった。彼らは14～18歳の男女で、「革命とは同情心や憐憫の情を滋養することではない。革命とは人を殺すことだ」「われわれには肉親は存在しない。愛情や誠実といった人間の弱点はない……必要とあらば両親、兄弟、夫婦であろうと殺す勇気を持たねばならない」という徹底的な思想教育を受け、「私の両親は資本家階級に属する搾取者だ。僕はこの搾取者を自らの手で裁く」「和平を口にする者は、たとえ恋人でも私の敵だ。殺さなければならない」ということを口走る冷徹な殺人マシーンに育っていた。実際、イェーボー・テイとゴシャルを処刑した紅衛兵の中にはテイの息子が含まれていた。2人は棍棒で何度も殴られ血塗れになり、ナイフで何度も刺されて苦痛の中で息絶えた。テイの息子は父親に向かって「この裏切り者を殺してやる！」と叫んでいたのだという。他にも30人の同志の1人であるボー・ヤンアウンなど何人もの党幹部が処刑され、また1962年の反クーデターデモ後に党に合流した学生たちの多くも処刑された。この話はすぐに都市部の大学生、インテリ層に広まり、以後、CPBは彼らの支持を失った。タキン・バーテインティンは、粛清を「党内革命」と呼び、処刑されたのは53人以下だと主張している。

## 北東軍区

### 北東軍区の設置とタキン・タントゥンの死
1968年1月1日早朝、中国製兵器で重装備したノーセン率いる約300人のカチン族のCPB部隊が、18年前に中国へ撤退した町・モンコーへ侵入。そこに駐屯していた37人の国軍兵士を撃退し、町を占拠した。モンコーの人々はカチン族の英雄の帰還を歓迎し、ノーセンは国軍の前哨基地から奪った米、塩、練乳などの物資を人々に配った。その4日後の1月5日、彭家声・彭家富兄弟が率いる部隊がコーカンに侵入し、ロー・シンハンの民兵組織・カクェイェーを撃退して、町を占拠した。2月には3番目の部隊が、シュウェリ川を挟んでナムカムの北にある町・クンハイ（Khun Hai）とマンヒオ(Man Hio)に侵入。ここはシャン州軍（SSA）の現地部隊が支配するシャン族の町だったので、彼らに中国製の兵器・弾薬を供給する見返りに、町を明け渡させた。その後もCPB軍は進撃を続け、8月までに 3,000 平方kmの地域を支配下に収め、303（モンコー）、404（コーカン）、202（クンハイ、マンヒオ）、101（カチン州）という数字を割振った「戦争地域（War Zone）」という軍事拠点を築いた。なお戦争地帯101はカKIAの抵抗に遭って一部の地域に留まり、ノーセン以下カチン族の兵士たちは、自分たちが戦っている相手が国軍だけではなく、同じカチン族の武装勢力だと知って愕然とした。1969年10月、303、404、202の「戦争地域」は統合されて「北東軍区」が正式に設置され、タンシュエという古参党員が政治委員となり、ノーセンが軍司令官となった。ちなみに中国共産党の支援を受けたCPB軍は「殺戮力のない弾丸」を使用していたとされる。当時、情報省で働いていたジャーナリストのウー・タウンは、1970年に陸軍病院を訪問した際、軍情報局（MIS）部長からCPBとの戦闘で傷ついた負傷兵を紹介され、以下のような説明を受けたと述べている。
この突然のCPBの侵入に軍事政権は驚愕したが、すぐには北東部の支配を回復できないことを悟り、CPB勢力による挟み撃ちを避けるため、ペグー・ヨマとエーヤワディー・デルタ地帯その他に潜伏するより弱小なCPBを撲滅するために、これらの地域に兵力と兵器を注力して猛攻撃を仕掛けた。そして1968年4月16日、CPB軍の公式の総司令官だったボー・ゼヤ（Bo Zeya）を、ペグー・ヨマでパトロール中だった国軍の部隊が殺害。さらに9月24日、ペグー・ヨマに潜伏していた党議長のタキン・タントゥンが、元国軍脱走兵の部下に殺害された。彼の暗殺後まもなく、タキン・ジン（Thakin Zin）が新議長に選出され、北東部のCPBも承認したが、この後、実権は徐々に北東部の「新しい共産党」に移っていった。1970年11月13日、アラカン・ヨマに潜伏していた赤旗共産党のタキン・ソーが、国軍に捕らえられた。1971年にはエーヤワディー・デルタ地帯のヘンザダに潜伏していたCPBの部隊ほぼ全員が政府に降伏した。
快進撃を続けていた北東軍区のCPBだったが、 1971年3月9日、軍総司令官のノーセンがモンマウ（Mong Mau）近郊で不審死を遂げ、大打撃を受けた。そして1972年1月7日、41日間の激しい戦闘の末、交通の要衝であるクンロンで初めて国軍に敗北を喫し、後退を余儀なくされた。
また中国がCPBを支援していることを察知したネ・ウィンは、戦闘ではなく外交努力でも事態を好転させようとしていた。中緬関係は1967年のヤンゴンにおける反中暴動以来、決裂状態にあったが、1970年10月11日、ネ・ウィンは新駐中大使を任命し、逆に中国も翌1971年2月、新駐緬大使を任命して、両国の国交が回復した。またこの年、ネ・ウィンは北京を訪問して毛沢東中国共産党主席と会談したが、この時はCPBへの支援停止の要求は受け入れられなかった。

### 7510計画の失敗
シャン州北東部に設置された北東軍区は「解放区」とも呼ばれ、独自の行政と税制があり、学校、病院、道路、市場、警察、刑務所が建設され、パンカンと中国との間のナムカ川には橋が架けられ、兵器・弾薬、制服、無線送信機、軍用ジープ、ガソリン、軍用地図、さらには米その他の食料品、食用油、台所用品などの物資が毎日解放区に送られてきた。モンコーとパンカンには中国の援助で水力発電所が建設され、1971年3月28日にはモンコーの北、雲南省・芒市に『ビルマ人民の声（People's Voice of Burma：PVOB）』というラジオ局が開設され、毎日、朝7時～8時、夕方18時30分～19時30分の間、解放区だけではなく政府支配地域にも内戦ニュース、党のプロパガンダ、革命音楽などを届け、ミャンマー語だけではなく、シャン語、カチン語、カレン語、ワ語その他少数民族の言語の放送もあった。人民軍の兵士たちは、帽子に赤い星が付いた緑色の軍服を着て、自動小銃、軽機関銃、半自動小銃、12.7mm対空砲、60、82、120mm迫撃砲、75mm無反動砲などの最新の中国製兵器を装備していた。しかし1975年3月15日、ペグー・ヨマに潜伏していた議長のタキン・ジンと書記長のタキン・チッが、国軍によって殺害され、ペグー・ヨマの拠点は壊滅、ビルマ北東部の拠点と中央部の旧拠点を結びつける計画は頓挫した。
新議長には、既に事実上の最高指導者だったタキン・バーテインティンが選出された。そしてその年の10月、「7510」(1975年10月) というコードネームの新しい計画が策定された。その目的は、サルウィン川東にある北東軍区を川の西側にまで拡大し、ビルマ中央部に再進出して失われた拠点を再建することだった。そのために第683旅団という部隊を編成し、それぞれの支配地域でCPBの活動の自由を許可してくれれば、兵器・弾薬を供給するという条件で、サルウィン川西側にいるシャン州軍 (SSA) やパオ族、パダウン族 (カヤン族)、カレンニー族の小規模な少数民族武装勢力との連携を模索したが、結局、各武装勢力のCPBに対する忌避感が強く、CPBの申し出に対する対応を巡って各武装勢力の分裂を招く結果にもなり、国軍とCPB相手の二面作戦に疲弊していたKIAと停戦合意を結んだ以外は成果を上げられず、計画は失敗に終わった。

### 中国の支援縮小

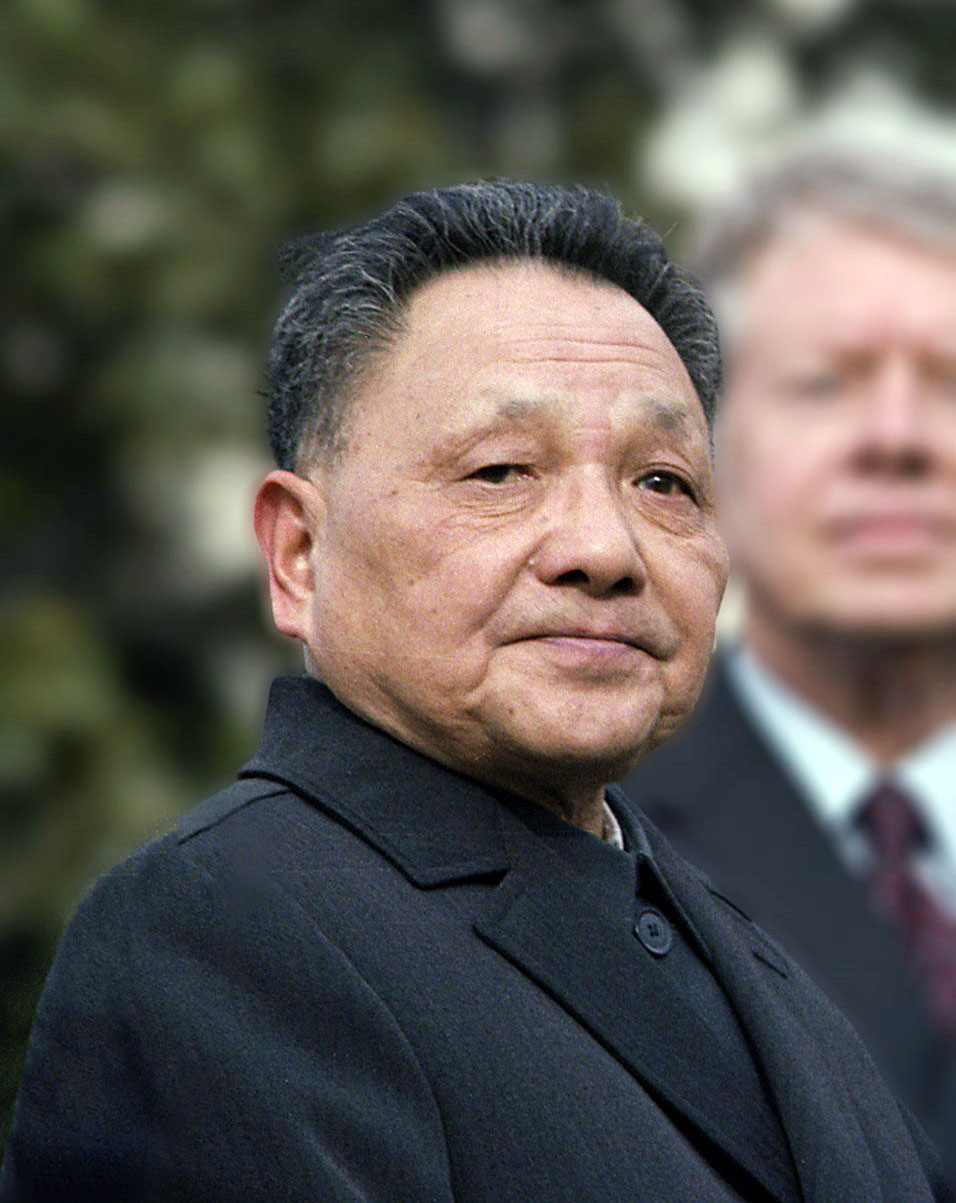
鄧小平

1975年12月16日、CPBの指導者だった康生が77歳で北京で死亡した。1976年4月、改革派と目されていた鄧小平が、権力闘争の末に失脚。CPBは「修正主義者は敗北した」「鄧小平に対する措置は、マルクス・レーニン主義と毛沢東の思想に完全に合致している」という声明を出した。1976年9月9日、毛沢東が死去すると、CPBは毛沢東の業績を称賛する声明を出した。しかし1977年7月に北京で開かれた中央委員会で、鄧小平は再び権力に復帰。するとこれまでCPBの文書や戦闘ニュースを掲載していた『北京評論』その他の中国の公式出版物は、「ビルマの革命闘争」に関する記事を一切掲載しなくなった。CPBが最後に言及されたのは、1976年11月、タキン・バーテインティンとタキン・ペーティンが毛沢東の後継者である華国鋒中国共産党主席を北京に訪問した時で、まもなく華国鋒は鄧小平に権力の座から追われた。CPBは完全に時勢を見誤った格好だった。
一方、ネ・ウィンは1977年の4月と9月の2度北京を訪問して鄧小平と会談し、CPBへの支援停止を要請した。同年11月26日、ネ・ウィンは、中国の支援を受けながらも国際的に孤立していたクメール・ルージュ支配下のカンボジアを電撃訪問した。そして1978年1月26日、鄧小平は権力復帰後最初の外遊先としてビルマを選び、6日間の滞在期間中、ネ・ウィンと3度会談を行った。この際、鄧小平はCPBへの支援停止を約束しなかったが、この年、中国に滞在していたCPB関係者は北東軍区に帰国させられ、ラジオ局『ビルマ人民の声』は閉鎖されてパンカンに移転を余儀なくされ、CPB軍に参加していた中国人紅衛兵は召喚された。
このような状況に際して、CPBは、モンコーとパンカンで1978年11月から1979年6月まで続く長い会議を開き、「自給自足」の方針を打ち出した。そして議長のタキン・バーテインティンは、CPBは40年の長い歴史の中で「多くの過ちを犯してきた」と述べた。ノーセンがモンコーに帰還してから11年半後のことだった。
同年11月19日、国軍は、「ミンヤンアウン I(征服王 I)」と名付けられた、北東軍区に対する最初の大規模な反撃作戦を開始した。作戦の目的はクリスマス前にパンカンを占領することで、結局、目的は達成されなかったが、パンカンから西へわずが30kmの山岳地帯に前哨基地を設置した。同年、ポカウン山脈のCPBの拠点も国軍によって壊滅させられ、CPBに残された支配地域は、東北軍区とわずかな兵士がゲリラ戦を展開していたタニンダーリ地方域だけとなった。

## 党衰退

### 1980年の和平交渉
1980年5月28日、ネ・ウィンは一般恩赦を宣言し、その後、CPB、KIAとの間で和平交渉に入った。しかしKIAとは9ヶ月に及ぶ交渉の末に決裂。CPBとの交渉は1981年5月14日に始まったが、CPBが（１）CPBを合法政党として承認すること（２）CPBの拠点を「自治組織」として承認すること（３） CPBの軍隊を承認することという無理な要求をしたので、1日で打ち切られたその後のCPBのビルマ中央部への進出の試みもことごとく失敗した。1981年初頭、ボー・チョーモーという古参軍人が「第180部隊」を結成して、ザガイン地方域のピンレブという町に新しい拠点を築こうとしたが、そこで国軍の攻撃に遭って部隊は壊滅、ボー・チョーモーも戦死した。1983年2月、今度は「第102部隊」がザガイン地方域へ向かったが、これも国軍の攻撃に遭って撤退した。1983年にはペグー・ヨマの拠点を再構築すべく、調査員を彼の地に派遣したが、既に以前の住民は全員ビルマ中央部へ移住しており、断念せざるをえなかった。

### アヘン生産と取引
1970年代後半CPBの年間予算は 5,600万ksに上り、その内訳は、貿易 (中国との国境貿易に対する課税)が67％、中国からの援助が25％、住民への課税が4％、軍人による寄付が1％、その他2％だった。中国の方針により、中緬国境の貿易はすべてCPBが管理するゲートを通過しなければならないとされており、闇商人や他の武装勢力はこれらのゲートを利用するしか選択肢がなく、ゲートが徴収する通行代からの利益は莫大なものだった。1970年代後半、パンサイ（Panghsai）のゲートが徴収した通行代は計2,700 万ksで、CPBの予算のほぼ50%を占めていたた。
しかし1980年、中国は中緬国境に新たに約70ヶ所の非公式ゲートを設置して、闇商人や他の武装勢力は中国と直接貿易ができるようになった。また政府も、CPB支配下にあったクンハイとマンヒオの間にあるビルマ側のノンカン（Nongkhang）と中国側のマンクン（Man Khun）を結ぶ狭い回廊を通って中国と貿易ができるようになった。この措置によってCPBの貿易からの収入は激減した。
そこでCPBが目を付けた新しい収入源がアヘンだった。コーカン、ワ丘陵その他北東軍区内には天然資源はなく、換金作物はコーカンのお茶だけだったが、他にアヘンが豊富にあった。当初、CPBはケシ栽培に批判的であり、農民に小麦などの代替作物の栽培を奨励したが、1976年にネズミの大量発生により作物の大半が壊滅すると、人々は代替作物には戻らず、再びアヘンを栽培し始めた。指導者の一部は反対したが、CPBはこれを資源にアヘンの生産と取引に乗り出した。収穫したアヘンはサルウィン川まで運び、竹製のいかだで下流のタカウ（Ta-Kaw）まで運び、そこでラバに積み込まれて泰緬国境まで運ばれた。軍管区内にはヘロイン精製所を多数建設してシンジケートに運営させ、CPBは保護料を徴収した。他にCPBは収穫されたアヘンの20％を徴収して密売人に売却し、さらに軍管区内で販売されるアヘンに10％の交易税と軍管区内から外へ出荷されるアヘンに5％の税金を課した。人民軍の指揮官の中には私的に麻薬取引に乗り出す者もいた。結果、CPBの財政は潤ったが人心は荒廃し、学校や病院が資金不足のために閉鎖されるような事態が起きた。

### 世代対立と民族対立
| 序列 | 名称             | 備考 |
| ---- | ---------------- | --- |
| 1    | 四川省の古参党員 | 1950年代初頭に中国に渡り、そこで、あるいは極少数はソ連で政治教育を受けた幹部たち。1950年～1953年に中国に渡った幹部はわずか143人だったが、中国と深い関係を築いていたので影響力が大きく、もっとも有力なグループとなり、中央委員の半分を占めた。ビルマ族が多かった。 |
| 2    | 老同志           | 中国には渡らずペグー・ヨマやエーヤワディー・デルタ地帯などの旧軍事拠点に留まり、その後、北東軍区に合流した古参党員たち。四川省の古参党員たちと人数は同等だった。 |
| 3    | 貴州省の古参党員 | 1950年から1968年まで中国の貴州省で過ごしたノーセンが率いた200～300人のカチン族兵士たち。北東軍区では四川省の古参党員や老同志が政治委員を務め、彼らが軍司令官を務めた。しかし1980年代初頭には、彼らの多くは軍事作戦を指揮できないほど高齢になり、主に行政官を担っていた。党の要職に起用される者は少なかった。 |
| 4    | 知識人と新人     | 1970年代半ばにヤンゴンとマンダレーで反政府デモが席巻した際、150人ほどの学生が北東軍区にやって来た。元国軍准将のチョーゾーも1976年に亡命してきて、人民軍総司令官となった。しかし古参党員は、生粋の共産主義者ではない彼らをあまり信用せず、チョーゾー以外は党や軍の要職に起用されることはなく、主に事務職、衛生兵、または重火器部隊に配属された。彼らは文盲のワ族の兵士たちより迫撃砲や無反動砲の扱いに長けていた。彼らはインテリだったので、党のビラ、パンフレット、雑誌の執筆・編集の適性があったが、その仕事はより「正しい階級」にあると考えられていた元水牛飼育者が担った。 |
| 5    | 中国人義勇兵     | 1968年から1973年まで、文化大革命の紅衛兵、またはCPBでの活動を中国での生活よりも刺激的と見なしていた中国人の若者たちが、人民軍兵士の大半を占めていた。戦場には彼らの遺体が散乱しており、国軍の知るところとなった。1970年代後半には人民軍には、より年長で経験豊富な中国人軍事顧問が配属されていた。1979年、彼らの大半は中国に召喚されたが、中には北東軍区に留まる者もおり、のちにシャン州東部民族民主同盟軍（NDAA）を結成した林明賢もその1人だった。中には諜報目的で留まった者もいると考えられている。                                                                          |
| 6    | 少数民族         | 北東軍区で徴兵された新兵たち。自発的に入隊した者はほとんどいなかった。砲兵部隊の「知識人と新人」を除くと、彼らが人民軍の全兵士を構成していた。3分の2がワ族、他にカチン族、コーカン族、シャン族、ラフ族、アカ族などがいた。無論、要職に起用される者はほとんどいなかった。彼らはビルマ語で書かれた党のパンフレットを読めなかったので、共産主義に感化されることもなく、党員になることもなかった。彼らが人民軍に参加した理由は、「ビルマ族の軍事独裁政権を戦う」という民族意識だった。                                                                                            |

1985年9月9日にパンカンで第3回党大会が開催され、新しい中央委員会が選出された。公式には成功とされた党大会だが、その実、さまざまな対立が表面化していた。1つは、古参党員と「知識人と新人」との間の対立で、特に中央委員会の報告書にあった「ビルマは半植民地、半封建国家となり、政治的には独立しているが、経済的にはさまざまな帝国主義諸国に依存している」「ビルマの革命の本質は、帝国主義、封建主義、官僚資本主義の打倒を目的とした人民民主主義革命である」という文言に対して、「知識人と新人」たちは、あまりにも時代錯誤で、現在、国民の大半を占める農民が直面している問題は、政府が設定した非現実的な生産割当をいかに達成するか、そしていかに市場価格よりはるかに低い価格で政府に米を売らないようにするかということだと主張した。また外国人排斥主義的な軍事独裁政権の体制を「半植民地的」「半封建的」と表現することにも疑問を呈し、そのような形而上学的批判を加えるよりも国軍将校や政府職員の腐敗を追求するほうが、戦略的に賢明と主張した。結局、これらの批判は受け入れられず、「知識人と新人」たちは、古参党員たちからそのような批判をすれば懲戒処分を受けると警告された。
もう1つ、CPB軍は、戦闘の際に中国式人海戦術を採用したため多大な死傷者を出しており、ヒエラルキーの最低底にいる「少数民族」兵士たちは不満を募らせていた。中国からの支援が減少した後は、不十分な装備で戦わざるをえなくなり、ますます死傷者は増えていた。人民軍の兵力は、1977年の2万3,000人から1987年には1万人ほどにまで減少し、他には練度の低い「村民兵」が 5,000 人ほどいるだけだった。また第3回党大会の直後、CPBは規律是正のキャンペーンを行い、党員が私的なアヘン取引に関与したり、2kg以上のアヘンを所有していれば厳罰を受ける旨が布告されたが、私的にアヘン取引を行っていた地方司令官や「少数民族」兵士たちは、これに猛反発した。1984年には少数民族出身の地方司令官が反乱を計画したが、まだ機は熟していないと主張する他の地方司令官に阻止される一幕もあった。

### NDFとの共闘の失敗
1985年4月、当時、モン族、カレン族、ラカイン族、カレンニー族、パオ族、ワ族、パラウン族、カチン族、シャン族の9つの少数民族武装勢力で構成されていた反共民族同盟・民族民主戦線 (NDF) の代表団がタイ国境を離れ、7ヶ月の長旅の後、KIAの根拠地・パジャウ（Pa Jau）に到着した。そこで会議が開催され、各武装勢力は、従来の分離主義を放棄して連邦政府の樹立を目指す方針を採択した。またこれまでの方針を180度転換してCPBとも協力することを決定した。代表団はパンカンに赴き、1986年3月17日から24日にかけて第2回会議が開催され、CPBとNDFは、中央政府に対して協同歩調を取ることで合意した。目的は中央政府に対して軍事圧力を強め、次の和平交渉を優位に進めることだった。ただ反共主義が強いKNUだけはこの合意に反対した。
1986年11月16日、CPB、KIA、シャン州軍（SSA）、パラウン州解放機構（PSLO）の合同大隊が、モンポー（Mong Paw）とパンサイ（Panghsai）との間にあるシーシンワン（Hsi-Hsinwan）山の山頂にある国軍前哨基地を攻撃した。この作戦にはCPB軍兵士が1,000人近く動員され、CPB史上最大規模の戦闘となった。しかし合同大隊は、1度は前哨基地を陥落させたものの、国軍の援軍と反撃に遭って、12月7日、退却を余儀なくされた。国軍の追撃は続き、1987年1月3日にモンポー、1月6日にパンサイ、1月23日には、ノーセンの再侵入以来、CPB支配下にあったクンハイとマンヒオを奪還した。これによりビルマ中央政府と中国との間で公式に陸上貿易が再開され、共産党は中緬国境のもっとも重要なゲートを失って、財政的に大打撃を受けた。また人民軍からは少なくとも200人の戦死者を出し、末端の「少数民族」兵士たちの幻滅感はますます深まった。
ちなみにNDF代表団がパンカンを訪れた際、その中にはワ民族軍（WNA）のワ族の若い代表もいた。CPBの若い「少数民族」兵士たちにとっては初めての少数民族武装勢力との接触で、一夜にして彼は皆の民族的英雄になった。ワ民族軍（WNA）は北東軍区内に連絡所を設置することを許可されたが、その結果、ワ族の兵士の中にはWNAの帽子とバッジを身に着ける者が現れた。彼らの民族意識がいたく刺激されたのは、想像に難くなかった。

## 党崩壊と分裂

### 崩壊
1988年、8888民主化運動と呼ばれる空前の規模のデモがビルマ全土で巻き起こった。しかしCPB幹部たちはほとんど関心を示さず、5月19日と20日にラジオ局『ビルマ人民の声』が、詳細な報道を行っただけだった。9月18日に軍事クーデターが起き、国家秩序回復評議会（SLORC）という軍事政権が成立すると、多数の学生がヤンゴンその他の都市部から逃げ出し、KNUやKIAの元に赴いて、武装闘争を開始すべく軍事訓練を受けたが、CPBの元にやって来た若者はわずか50〜 60人であった。民主化運動に関与したいと願っていた若手党幹部や「知識人と新人」の間では不満が渦巻いた。
CPBはこの混乱の隙を突いて、自らの勢力拡大を図った。9月23日、CPBはシャン州東部の小さな町・モンヤン（Mong Yan）に攻撃を仕掛け、翌日占拠したが、国軍の空爆に遭い、結局、数日間に渡る激闘の末、撤退を余儀なくされた。これがCPBと国軍との最後の大規模な戦闘だった。
1989年初頭、1981年、1985年、1988年に続いて、中国はCPBに対して党幹部に対して中国への亡命を勧告をした。その内容は、中国で政治活動を行わないことを条件に、最高幹部には月額250元、中央委員会委員には200元、その他の指導的幹部には180元、一般党員には100元の年金を与え、他に家屋、土地を提供するというものだった。若手幹部の何人かはこの勧告を受け入れたが、ほとんど幹部は拒否して、これを中国の裏切り行為と見なした。2月20日、パンカンで開催された緊急危機で、議長のタキン・バーテインティンはこの中国の勧告を激しく非難した。しかしこの会議の内容が外に漏洩した。長年、党幹部たちに不満を募らせてきた「少数民族」兵士たちが、なかなか反乱に踏み切れなかった理由は、党幹部たちが中国から支援を受けていると考えていたからだったが、それがなくなっていることを知った。

3月12日、ついに彭家声率いるコーカン族の部隊が反乱を起こし、2日後、モンコーを占領した。反乱はまたたくまに北東軍区全体に広がり、4月16日深夜、主にワ族で構成されている第12旅団がパンカンを攻撃し、町を占拠した。彼らは党本部の壁に掲げられていたマルクス、エンゲルス、レーニン、スターリン、毛沢東の肖像画をビリビリに破いて剥がし、党の文書を破棄した。CPBの老幹部たちはナムカ川を越えて中国へ逃亡した。4月28日、反乱軍は占拠したラジオ局から、激しい調子で次のような声明を出した。
1979年以前は状況は良好だった。しかし、今はどうなっているのか？まったく進展がない。なぜか？私たちの意見では、一部の幹部が権力にしがみつき、誤った路線を頑固に追求しているためである。彼らは現実から離れ、個人主義とセクト主義を実践し、国内外の状況を研究・分析せず、現実の物質的状況を無視している...彼らはワ地域の人々を騙し、嘘と宣伝で私たちを偽の革命に引きずり込んでる...空虚なイデオロギー、理論と実践を統合しない軍事的手段で、近代的兵器を持つ敵をどうやって打ち負かすことができるでのか？私たちワ地域の人々は、国内外を問わず侵略軍に屈することはない。私たちは貧しく、文化や文学の面では後進的だが、決意は非常に強い。過去のある時期に共産党内の邪悪な個人が権力を奪取した後、ワ地域の人々の生活はどうなったか？それは人々にとって苦しい生活だった。税金が増え、人々の負担は重くなった。私たちは大きな困難に直面した。このような状況で、人々は蜂起を起こさずにいられるだろうか？
これがCPBの最後だった。1939年8月15日にヤンゴンのミャイヌー通りにあるタキン・バーヘインの自宅で結成されてからほぼ50年後、政府に対する武装闘争路線を打ち出してから41年後のことだった。

### 分裂
その後、コーカン族・ワ族出身の兵士達は、ワ族のチャオ・ニーライの指導下でワ州連合軍（UWSA）として再構成され、中国政府・軍も非公式にUWSAへの軍事援助を開始したため、老朽化した装備を更新できない国軍を凌ぐ強力な軍事力を持つようになった。このほか、ポン・ジャーシン(彭家聲)が率いるコーカン族から成るミャンマー民族民主同盟軍(MNDAA)（2009年にミャンマー政府軍の攻撃を受けて親政府派と反政府派に分裂）、ウ・サイリン率いるシャン州東部民族民主同盟軍(NDAA)、カチン新民主軍 (NDA-K) がCPBから分裂した。MNDAAとワ州連合軍とは友好関係にあり、ワ州連合軍が兵力を有償でMNDAAに貸与しているともされる。
UWSAは、表向きは中央政府に帰順したためビルマ政府支配下の一般社会で合法的に活動する事が許され、1988年の国軍クーデターで権力を握ったキンニュンを窓口に合法・非合法のビジネスで勢力を拡張し、ビルマ社会内で“赤い財閥”として台頭している。現在は、ビルマに大規模な投資を行っている中国政府と、現在のビルマ市民の生活を支えている中国製消費財の供給ルートを握っている強みを後ろ盾にして、ワ州連合軍側は和戦両様の構えで臨んでいる。

## 新生ビルマ共産党
崩壊後もCPBはほそぼそと地下活動を続けていたが、2021年ミャンマークーデター後の3月15日、32人の幹部によって、人民解放軍（PLA） の再結成が宣言された。2025年7月現在、ニーニーチョー（Ni Ni Kyaw）という女性が、CPBの書記長を務めている。MNDAAやタアン民族解放軍（TNLA）の支援を受けながら、ザガイン地方域、マンダレー地方域、シャン州で活動している。